# Glavaca
Glavaca es un pueblo ubicado en el municipio de Berane, en Montenegro.

## Demografía
Hasta 2011 la población era de 84 habitantes, conformada por 28 hogares y 67 viviendas.
| 305                                                              | 313 | 298 | 255 | 203 | 146 | 126 | 84 |
| (Fuente: Population statistics of Eastern Europe & former USSR.) |     |     |     |     |     |     |    |

| Etnicidad                                           | Número | Porcentaje |
| --------------------------------------------------- | ------ | ---------- |
| Serbios                                             | 68     | 53,96 %    |
| Montenegrinos                                       | 56     | 44,44 %    |
| Otros                                               | 2      | 1,59 %     |
| Fuente: Republic of Montenegro. Statistical Office. |        |            |